# Fuck
Fuck er et engelsk vulgært bandeord og slangudtryk med flere betydninger. Det bruges bl.a. som udråbsord til at udtrykke vrede, foragt, ærgrelse, overraskelse eller anden følelse, men er i sin oprindelige betydning også et ord for at dyrke sex. Beslægtet med danske udtryk som; øv, knep, rend mig, skrid, for pokker, fandens og skråt op. Fuck er som engelsk låneord internationalt set blevet en del af mange sprog, især hos ungdommen. Ifølge en undersøgelse fra Dansk Sprognævn fra 2021 var fuck det næstmest brugte bandeord blandt danske unge, kun overgået af det meget beslægtede 'fucking'. Det bliver ikke længere i de unge kredse opfattet som vulgært.
Fuck bruges ikke kun som et negativt ord, men kan også bruges som et glædesudtryk, som f.eks. "Fuck hvor har det bare været en god dag" eller "Fuck hvor ser du godt ud!".
Ordets betydning kan også udtrykkes non-verbalt gennem gestik ved at stikke langefingeren op.

## Historie
Det er uvist om ordet altid er blevet opfattet vulgært, og hvis ikke, hvornår dette startede. Nogle tegn indikerer at det i nogle engelsktalende lande opfattedes som acceptabelt helt tilbage i det 17. århundrede. Ordet betyder her "to strike" el. "to penetrate." Andre tegn indikerer at det må have være blevet vulgært så tidligt som i det 16. århundredes England. Ordet blev dog i stigende grad anstødeligt gennem tiderne pga. dets kutyme at beskrive (ofte på en ekstrem fjendtlig el. krigerisk måde) negativ eller ubehagelig omstændigheder el. folk på en bevidst fjendtlig måde, såsom i ordet "motherfucker" el. "fuckhead".
Fuck er ikke blot et verbum (transitive og intransitive), men også et substantiv, udråbsord og, lejlighedsvis et udfyldende infiks. Ordets etymologi (oprindelse) er uklart (se nedenfor).

## Etymologi
Ifølge Oxford English Dictionary er ordets nøjagtige etymologi uklar. Nogle kilder peger på en angelsaksisk (oldangelsk) oprindelse, mens andre peger på at fuck højst sandsynligt har tyske eller nederlandske rødder, frem for oldangelske rødder.
Ordet har mulige kognater (ord i beslægtede sprog der deler samme oprindelse) i mange forskellige germanske sprog, bl.a. det tyske ficken ('at kneppe'), nederlandske fokken ('at yngle') og islandske fokka ('at hænge ud', 'at skynde sig'). Dette peger på en mulig etymologi hvor det urgermanske *fuk(k)ōn fra verbumroden *fug- kommer fra den indoeuropæiske rod *peuk-, eller *peuĝ-, hvilket kognerer med ikke-germanske ord så som det latinske pugno ('jeg slås') eller pugnus ('næve').
I USA i 1800-tallet, kunne ordet opfattes som noget beskidt og forbudt, da ordet kunne forstås som en forkortelse af sætningen "For Unlawful Carnal Knowledge" (ulovlig kødelig viden/indsigt).

## Flen flyys og freris
Den første almindeligt anerkendte forekomst af ordet er i kode, i et digt fra før 1500-tallet. Digtet er i en blanding af sprog, bestående af både latin og engelsk. Digtet, som laver sjov med Carmelite munkene i Cambridge, tager sin titel, "Flen flyys", fra de første ord i åbningslinjen, som lyder: "Flen, flyys, and freris" (dvs. "Fleas, flies, and friars"). Strofen, der indeholder fuck lyder: "Non sunt in coeli, quia gxddbov xxkxzt pg ifmk". Ved at bruge en substitutions algoritme på frasen "gxddbov xxkxzt pg ifmk" fås "non sunt in coeli, quia fvccant vvivys of heli", hvilket oversat betyder "they are not in heaven because they fuck wives of Ely". Frasen blev sandsynligvis omsat til kode fordi den anklagede nogle kirkeansatte. Det er i øvrigt uklart i hvilken grad ordet "fuck" blev opfattet acceptabelt på det tidspunkt.